# Digitzz
Nigel Williams, artiestennaam Digitzz (Noord-Brabant, 1988/89), is een Nederlands-Amerikaans rapper. Hij was lid van het rapcollectief Nouveau Riche en ging solo verder in 2013. Zijn single The jam werd miljoenen malen bekeken op YouTube. Hij rapt in een stijl die vergelijkbaar is met het eerste werk van Snoop Dogg.

## Biografie
Wiliiams werd geboren in Noord-Brabant en groeide op in Nijmegen, en kortere tijd in Amsterdam, Arnhem en de VS. Hij is een zoon van een Amerikaanse vader en Nederlandse moeder en werd tweetalig opgevoed. Hij voetbalde op hoog niveau zoals voor Jong Oranje. Nadat hij door een ongeluk geblesseerd raakte, richtte hij zich volledig op de muziek. Rond 2015 rondde hij de Herman Brood Academie af.
Hij heeft een voorliefde voor artiesten als Bob Marley en Bootsy Collins, en verder voor rappers als Snoop Dogg, Tupac en The Notorious B.I.G. Zelf rapt hij ook vooral in het Engels. Door de muziek van Lil Wayne ontdekte hij dat het mogelijk is om op verschillende manieren te flowen. Dit insprieerde hem een eigen stijl te ontwikkelen. Die is relaxed en heeft veel weg heeft van de nummers op Doggystyle, het debuutalbum van Snoop Dogg uit 1993.
Hij maakte enkele jaren deel uit van de hiphopformatie Nouveau Riche, waar ook rappers als Boaz van de Beatz, Kid de Blits, Mr. Polska en Jebroer in rapten. Deze muziek is vooral Nederlandstalig. Hun album Alziend oor bereikte in 2011 de nummer 40-positie in de Album Top 100.
In 2013 had hij veel muziek geschreven die hij minder goed vond passen bij Nouveau Riche en besloot toen solo verder te gaan. Zijn artiestennaam ontleende hij aan een cassettebandjesmerk. Hier voegde hij een extra 'z' aan toe. Bij TopNotch bracht hij zijn eerste ep uit, getiteld The good stuff. Zijn debuutsingle The jam, geschreven door Mr. Probz, werd een hit. De videoclip werd miljoenen malen bekeken op YouTube en ook andere clips bereikten veel kijkers, zoals Dlow en The awesome.
Hij richt zicht zich vooral op Nederland, al wordt zijn muziek ook door radiostations in andere landen gespeeld, zoals op de Antillen, in Suriname, België, Frankrijk, Zweden en de Verenigde Staten. Rond het WK voetbal van 2014 was hij gast bij de BBC in Londen.
Hij was te zien op verschillende festivals en gaf supportshows voor de rappers Chef'Special en Gers Pardoel. Zijn tweede ep Thank God it's Froday (2015) kwam tot stand met Big2 en Mr. Probz. In 2016 waren hij en de Ier Johnny Logan de hoofdgasten in Ali B op volle toeren vanuit Denemarken.
Williams heeft sinds 2012 een relatie met presentatrice Veronica van Hoogdalem; ze wonen samen sinds 2013.

## Discografie
Naast zijn werk bij Nouveau Riche bracht hij het volgende uit:
Albums
- 2013: The good stuff, ep
- 2015: Thank God it's Froday, ep

Singles
- 2013: The jam, geschreven door Mr. Probz
- 2014: The awesome
- 2015: Cardboard plane, met Kameron Corvet
- 2015: Katjing

Samenwerkingen:
- 2013: Mr. Polska, Uit me plaat, met Digitzz en Jebroer
- 2015: Sharon Doorson, Something good, met Digitzz